# Stadspoorten van Deventer

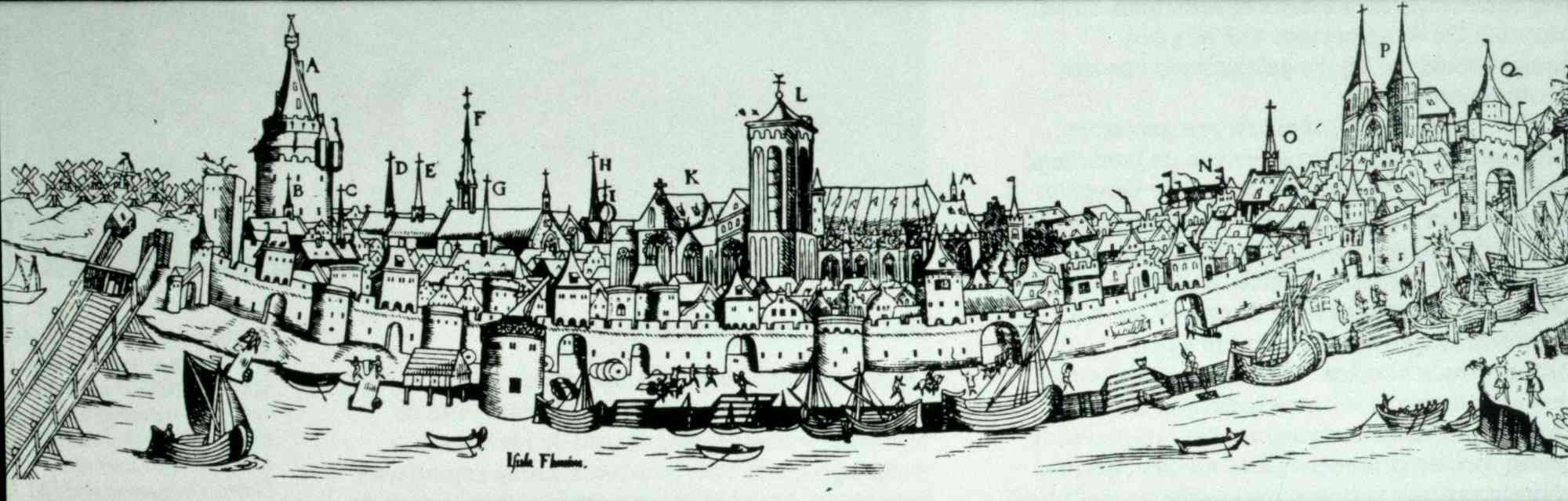
Gezicht op Deventer uit 1550 waarop een groot aantal van de stadspoorten te zien is waaronder Vispoort, Zandpoort, Melksterpoort en Duimpoort

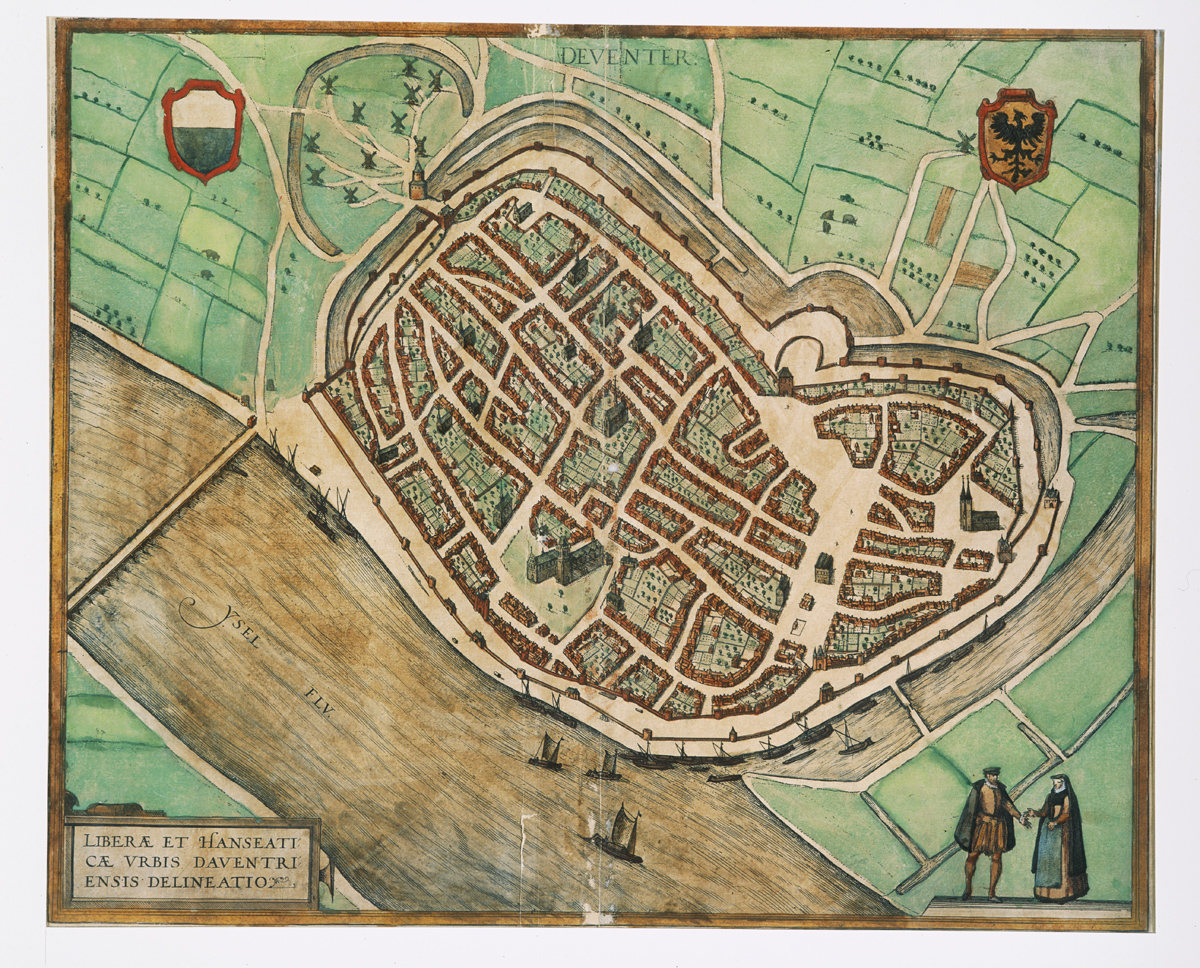
Kaart van Deventer rond 1582 die een beeld geeft van de verschillende muren en poorten

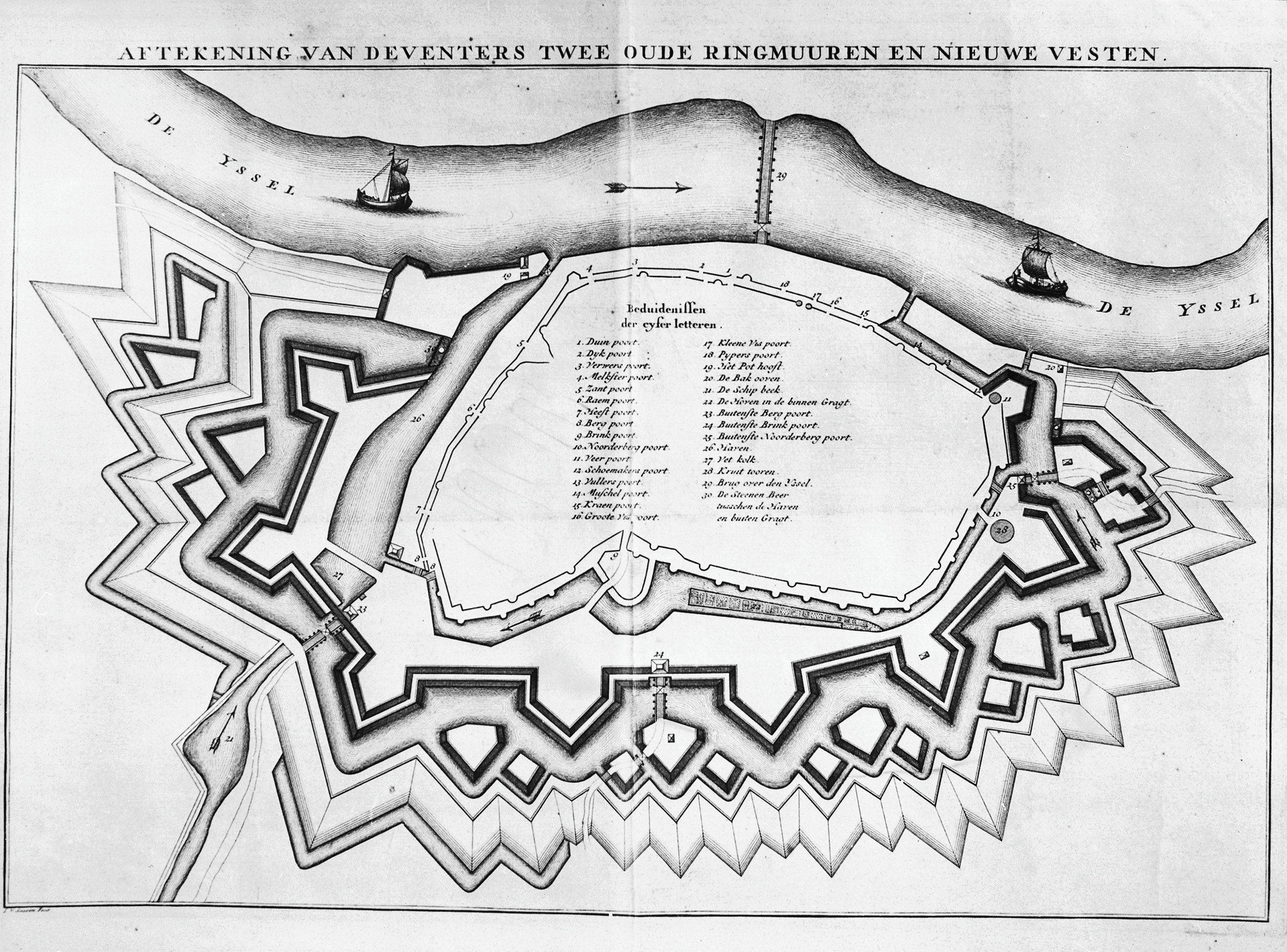
Kaart uit 1732 die een schematisch overzicht geeft van alle vestingwerken, waaronder de poorten

De Stadspoorten van Deventer kwamen tot stand na de groei en opkomst van Deventer als stad en de daarop volgende bouw van de stadsmuren. In de loop van de 13de eeuw werden de eerste stenen stadsmuren gebouwd en vanaf 1360 werd hier nog een omringende muur aan toegevoegd. Deventer was daarmee een van de weinige steden in het toenmalige Nederland die een dubbele stadsmuur hadden. In totaal had Deventer zo'n zeventien verschillende stadspoorten. Van al deze poorten is er maar één overgebleven, de Buiten-Bergpoort, die echter niet meer in Deventer staat, maar in de tuin van het Rijksmuseum in Amsterdam. Als gevolg van het feit dat Deventer dubbele stadsmuren had, bestonden veel poorten uit zowel een binnen- en buitenpoort. Deventer was tot 1874 een vestingstad, de stadspoorten die toen nog aanwezig waren, werden in de periode die hierop volgde gesloopt.

## Overzicht poorten
Van de vele poorten waren de volgende de belangrijkste, omdat ze de stad verbonden met de toegangswegen naar het achterland of de havens:  
- Bergpoort (oosten)
- Brinkpoort (noorden)
- Noordenbergpoort (noordwesten)
- Vispoort (toegang tot de IJsselkade)
- Zandpoort (zuidwesten en de oude haven)

Daarnaast waren er nog vele kleinere poorten:
- Duimpoort
- Heestpoort
- Kraanpoort
- Melksterpoort
- Mosselpoort
- Pijperspoort
- Raampoort
- Schoenmakerspoort
- Veerpoort
- Verwerspoort
- Vullerspoort

## Poortwachters
Bij elke stadspoort was er altijd een poortwachter (ook wel poortschrijver) aanwezig. Dezen controleerden onder andere wie de stad in en uit gingen en ook of men niet met een te groot mes de stad in ging. Om dit laatste te controleren hing er bij iedere poort een maatmes. Wanneer een mes groter was dan het maatmes, moest men het inleveren.
Oorspronkelijk moesten de poortwachters van Deventer een eed zweren. Deze ging als volgt:
"Ick beloove, seeckere ende sweere, dat ick stadt van Deventer trouw ende holt sal wesen, my des morgens vroech strac in 't opsluyten by der poorten vervoegen ende vinden laten, des daegs by der poorten verblijven, goede acht ende sorge dragen op alle vreemde incomende personen, der selver namen met vlijt aanteckenen, ende nae sluytinge der poorten, en scedule, inhoudende de namen der vreemden ende der selver weerden, op de Wage aen de hoofdwachte bestellen: ende alle bedelaers ende land-loopers, mijnes besten vermogens, oock door noot met hulpe der wachten, buyten de stadt sal blijven laten om voorby te passeren. Sullen oock alle poortschrijvers de vuylenisse, in jegelic poorte gelegen, by winter-tijden ende markt-dagen by een brengen ende op de bequaemste plaetse op een hoop schoppen, om also den inganck ende uytganck der binnen- ende buytenpoorten altoos reyn te houden sullen oock de poortschrijvers nyemant toelaten eenigh tuyn ofte holt in de stadt te dragen, maer sullen deselve vervolgen, ende vernemen waer sy te huys zijn, om sulc den heeren in der tijt te openbaren."